# Дантист 2
Дантист 2 (англ. The Dentist 2) — американський фільм жахів 1998 року.

## Сюжет
Божевільний дантист Алан Файнстоун тікає з психіатричної лікарні, переїжджає з Лос-Анджелеса в спокійне маленьке містечко Парадайс, штат Міссурі, де він жив в дитинстві:  бере лікарську практику і намагається почати своє життя спочатку. Він підробляє посвідчення особи і документи про професію. Але почати нове життя Алану не вдається, тому що він дійсно дуже сильно психічно хворий. Йому здається, що його нова подруга займається сексом зі своїм старим приятелем, після чого він починає зганяти гнів на своїх пацієнтах.

## У ролях
- Корбін Бернсен — доктор Лоуренс Кейн / доктор Алан Файнстоун
- Джилліан МакВіртер — Джеймі Деверс
- Джефф Дусетте — Джеремі Вілкс
- Сюзанна Райт — Бев Троттер
- Джим Антоніо — Док Бернс
- Лі Доусон — Роббі Майро
- Венді Робі — Берніс
- Ральф П. Мартін — детектив Дженкінс
- Клінт Говард — містер Зубний біль
- Лінда Хоффман — Брук Салліван
- Джуді Нейземетц — Маргарет
- Одра Вайз — Шана
- Марія Колестон — Гленда
- Ренд Рей Норман — доктор Касслер
- Джина-Рай Картер — власник кафе
- Пол Роусон — пацієнт (в титрах не вказаний)